# Višnjica Uštička
Višnjica Uštička es una localidad de Croacia en el municipio de Jasenovac, condado de Sisak-Moslavina.

## Geografía
Se encuentra a una altitud de 95 m s. n. m. a 116 km de la capital nacional, Zagreb.

## Demografía
En el censo 2021, el total de población de la localidad fue de 119 habitantes.